# MFK Tatran Liptovský Mikuláš
A Tatran Liptovský Mikuláš egy szlovák labdarúgócsapat, amelynek székhelye Liptószentmiklós.

## A csapat története
A klub 1934. június 22-én hozta létre egy maroknyi liptói és Okoličné közösség. A közösség sok futballrajongója és Ján Devečka összeállt, majd  hivatalosan is bejelentette a futballklub létrehozását,melynek neve ŠK Okoličné lett.
Az első megválasztott elnök JUDr. Sterllinger volt, aki saját magánvagyonából adományozta a Pšaninách-rétet a klubnak, amelyen a futballpályát alakították ki. Ez a pálya egészen 1972-ig a klub otthona volt.
A klub első futballmérkőzése a szomszédos ŠK Smrečany elleni barátságos meccs volt, amelyet 1934. július 15-én rendeztek és az eredmény 8–0 lett a hazaiak számára. A mérkőzést több mint 500 néző tekintette meg a helyszinen.
1997-ben a klub egyesült az FK VA Liptovský Mikuláš csapatával majd az együttes új neve PDA Liptovský Svätý Mikuláš lett.
A Klub legnagyobb sikerét 2021. tavaszán érte el,mikor megnyerte a másodosztályú bajnokságot és így története során először szerepelhet a legmagasabb osztályban.

## Névváltozások
- 1934 – ŠK Okoličné (Športový klub Okoličné)
- 1940 – ŠK Tatran Okoličné (Športový klub Tatran Okoličné)
- 1948 – ŠK Sokol Tatran Okoličné (Športový klub Sokol Tatran Okoličné)
- 1950 – JTO Sokol Tatran Okoličné (Jednotná telovýchovná organizácia Sokol Tatran Okoličné)
- 1953 – JTO Sokol Okoličné (Jednotná telovýchovná organizácia Sokol Okoličné)
- 1960 – TJ Tatran Okoličné (Telovýchovná jednota Tatran Okoličné)
- 1972 – TJ Tatran Liptovský Mikuláš – Okoličné (Telovýchovná jednota Tatran Liptovský Mikuláš – Okoličné)
- 1995 – TJ Tatran Liptovský Mikuláš (Telovýchovná jednota Tatran Liptovský Mikuláš)
- 1997 – egyesül a FK VA Liptovský Mikuláš ⇒ TJ Tatran VA Liptovský Mikuláš (Telovýchovná jednota Tatran Vojenská akadémia Liptovský Mikuláš)
- 2003 – FK Tatran VA Liptovský Mikuláš (Futbalový klub Tatran Vojenská akadémia Liptovský Mikuláš)
- 2004 – FK Tatran NAO Liptovský Mikuláš (Futbalový klub Tatran Národná akadémia obrany Liptovský Mikuláš)
- 2008 – FK Tatran AOS Liptovský Mikuláš (Futbalový klub Tatran Akadémia ozbrojených síl Liptovský Mikuláš)
- 2010 – MFK Tatran Liptovský Mikuláš (Mestský futbalový klub Tatran Liptovský Mikuláš)

## Játékoskeret
Frissítve: 2021. május 20-án
| #  |     | Poszt | Név                |
| -- | --- | ----- | ------------------ |
| 1  | SVK | K     | Matúš Mikušiak     |
| 3  | SVK | V     | Adrian Bartoš      |
| 4  | SVK | V     | Daniel Kováč       |
| 5  | SVK | V     | Michal Janec       |
| 6  | SVK | V     | Adam Krčík         |
| 7  | SVK | KP    | Adrián Kačerík     |
| 8  | SVK | KP    | Tomáš Gerát        |
| 9  | SVK | KP    | Rastislav Václavik |
| 10 | SVK | KP    | Richard Bartoš     |
| 11 | SVK | KP    | Tomáš Staš         |
| 13 | SVK | CS    | Martin Baran       |
| 14 | SVK | V     | Ivan Lišivka       |

| #  |     | Poszt | Név              |
| -- | --- | ----- | ---------------- |
| 15 | SVK | KP    | Ivan Kotora      |
| 16 | SVK | V     | Ladislav Porubän |
| 17 | SVK | CS    | Peter Voško      |
| 19 | SVK | KP    | Ľuboslav Laura   |
| 21 | KOR | KP    | Chan-soo Kim     |
| 22 | SER | CS    | Dragan Andrić    |
| 24 | SVK | V     | Alex Holub       |
| 24 | KOR | KP    | Chan-young Ha    |
| 25 | SVK | V     | Dávid Krčík      |
| 30 | SVK | K     | Jakub Slaniniak  |
| 31 | CZE | K     | Matěj Luksch     |